# Hexoplon venus
Hexoplon venus är en skalbaggsart som beskrevs av Thomson 1864. Hexoplon venus ingår i släktet Hexoplon och familjen långhorningar.
Artens utbredningsområde är:
- Guyana.
- Venezuela.

Inga underarter finns listade i Catalogue of Life.